# Susanne Lanwerd

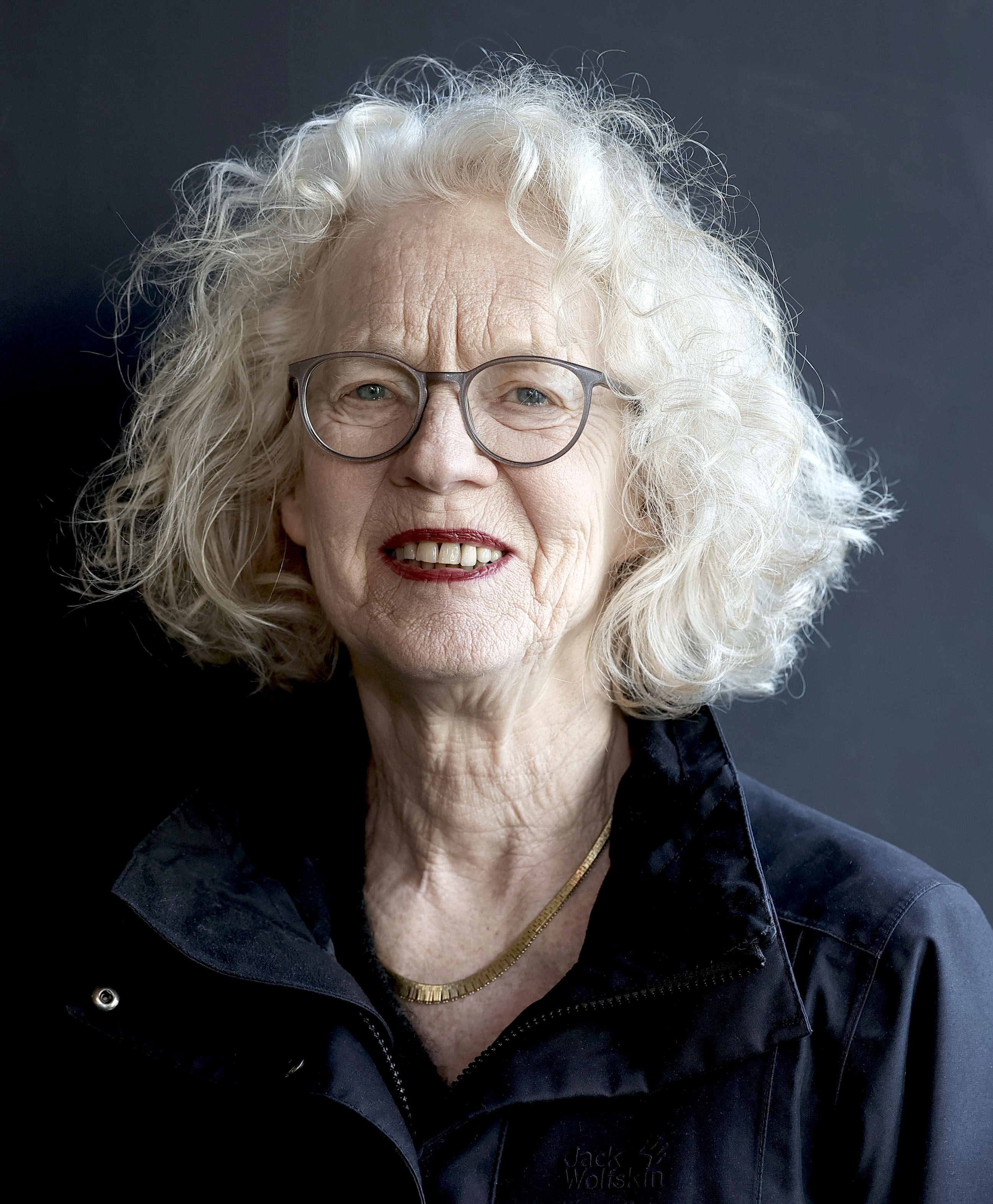
Susanne Lanwerd, 2025

Susanne Lanwerd (geboren 1956) ist eine deutsche Religionswissenschaftlerin und Seniorprofessorin für Kulturwissenschaft, Ästhetik und Religionsforschung an der International Psychoanalytic University Berlin. Zuvor war sie Dozentin am Institut für Religionswissenschaft der Freien Universität Berlin.

## Leben und Wirken
Susanne Lanwerd studierte von 1979 bis 1986 Religionswissenschaft und Ethnologie an der Freien Universität Berlin. Ihre Magisterarbeit trug den Titel Wie sich das Sterben lernen lässt?. Nach ihrer Promotion 1992 mit der Dissertation Mythos, Mutterrecht und Magie. Zur Geschichte religionswissenschaftlicher Begriffe habilitierte sie sich 1999 mit der Arbeit Symbol und Sinnlichkeit. Prolegomena zu einer Religionsästhetik. Zwischen 1994 und 1998 arbeitete sie an ihrer Habilitationsschrift Symbol und Sinnlichkeit. Prolegomena zu einer Religionsästhetik, mit der sie 1999 die Venia legendi erhielt. Anschließend übernahm sie eine Dozentur für Religionswissenschaft am Fachbereich Geschichts- und Kulturwissenschaften der Freien Universität Berlin.
Sie war als Dozentin am Institut für Religionswissenschaft der Freien Universität Berlin tätig und nahm Gastdozenturen an mehreren Universitäten im In- und Ausland wahr. Zwischen 2008 und 2009 war sie Fellow am Collegium Helveticum der Universität Basel. Seit 2017 ist Susanne Lanwerd Professorin für Kulturwissenschaft, Ästhetik und Religionsforschung an der International Psychoanalytic University (IPU) Berlin. Nach ihrer Habilitation zum Thema Religionsästhetik leitete sie europäische Forschungsprojekte, deren Befunde in Ausstellungen in Amsterdam, Berlin Bochum, London präsentiert wurden. Sie erwarb zahlreiche, auch internationale Fellowships.

## Forschungsschwerpunkte
Susanne Lanwerds Forschungsschwerpunkte liegen in den Bereichen Religionsästhetik, Wissenschaftsgeschichte, Protestantismus im 19. und 20. Jahrhundert, Prozesse der Sakralisierung und Psychoanalyse und Geschlechterforschung. Zuletzt widmete sie sich der Darstellung von Religion in Museen und Medien.

## Ausstellungen (Auswahl)
- 1999–2010 Die Sprache des Gedenkens. Zur Geschichte der Gedenkstätte Ravensbrück, 1945–1995 Gedenkstätte Ravensbrück, In Zusammenarbeit mit Sigrid Jacobeit und Insa Eschebach, Ausstellungszeitraum: November 1999 bis Mai 2010
- 2012: Verschleiert! Szenographische Erkundungen in den Straßen Neuköllns. Eine Ausstellungssituation mit Studierenden der Universitäten Frankfurt/Main und Berlin
- 2016: The Urban Sacred. Städtisch-religiöse Arrangements in Amsterdam, Berlin und London / How Religion Makes and Takes Place in Amsterdam, Berlin und London

## Veröffentlichungen (Auswahl)
Monografien
- Mythos, Mutterrecht und Magie. Zur Geschichte religionswissenschaftlicher Begriffe. Reimer-Dietrich, Berlin, 1993, ISBN 978-3-496-02519-1.
- Religionsästhetik. Studien zum Verhältnis von Symbol und Sinnlichkeit. Königshausen u. Neumann, 2002, ISBN 978-3-8260-2228-9.
- Corona im Klimawandel. Ein Essay. Königshausen u. Neumann, 2021, ISBN 978-3-8260-7275-8.

Herausgeberschaften
- mit Richard Faber, Doris Brockmann: Kybele - Prophetin - Hexe. Religiöse Frauenbilder und Weiblichkeitskonzeptionen. Königshausen u. Neumann, 1997, ISBN 978-3-8260-1350-8.
- mit Sigrid Jacobeit, Insa Eschebach: Die Sprache des Gedenkens. Zur Geschichte der Gedenkstätte Ravensbrück 1945–1995. Ed. Hentrich, Berlin 1999, ISBN 978-3-89468-257-6.
- mit Richard Faber: Atheismus: Ideologie, Philosophie oder Mentalität? Königshausen u. Neumann, 2006, ISBN 978-3-8260-2895-3.
- mit Richard Faber: Aspekte der Religionswissenschaft. Königshausen u. Neumann, 2009, ISBN 978-3-8260-4006-1.
- mit Márcia Moser: Frau – Gender – Queer. Gendertheoretische Ansätze in der Religionswissenschaft. Königshausen u. Neumann, 2009, ISBN 978-3-8260-4003-0.
- mit Lorraine Bluche, Christine Gerbich, Susan Kamel, Frauke Miera: NeuZugänge: Museen, Sammlungen und Migration. Eine Laborausstellung (Schriften zum Kultur- und Museumsmanagement). transcript, 2013, ISBN 978-3-8376-2381-9.
- mit Christine Kirchhoff, Thomas Kühn, Phil C. Langer, Frank Schumann: Psychoanalytisch denken. Sozial- und kulturwissenschaftliche Perspektiven. Psychosozial-Verlag, 2019, ISBN 978-3-8379-2935-5.

Beiträge
- mit Insa Eschebach: Säkularisierung, Sakralisierung und Kulturkritik. In: Metis. Zeitschrift für historische Frauenforschung und feministische Praxis, 9. Jahrgang (2000), Heft 18, S. 10–26.
- Maria, jungfräuliche Mönche und die bildende Kunst. Miszellen zur religionsästhetischen Geschlechterforschung. In: Hildegard Piegeler (Hrsg.), Inken Prohl (Hrsg.), Stefan Rademacher (Hrsg.): Gelebte Religionen. Festschrift für Harmut Zinser. Königshausen u. Neumann, 2004, ISBN 978-3-8260-2768-0. S. 315–324.
- mit Irene Stoehr: Frauen- und Geschlechterforschung zum Nationalsozialismus seit den 1970er Jahren. Forschungsstand, Veränderungen, Perspektiven. In: Johanna Gehmacher, Gabriella Hauch (Hg.): Frauen- und Geschlechtergeschichte des Nationalsozialismus. Fragestellungen, Perspektiven, neue Forschungen. Studienverlag, Innsbruck, Wien, Bozen 2007, ISBN 978-3-7065-4488-7. S. 22–68.
- Flora, Primavera & Co. Miszellen zu Figuren des Pathos. In: Frauke Berndt, Isabel Karremann, Klaus Müller-Witte: Figures of Pathos. Festschrift in Honor of Elisabeth Bronfen. Zürich 2023, Königshausen & Neumann. ISBN 978-3-8260-7832-3. S. 139–152.
- Fashion, Religion and Serendipity. In: Sabine Grenz, Doris Guth, Boka En, Fatma Uysal: Gender and Postsecularity in Knowledge Production and Visual Culture. Sternberg Press, Publication Series of the Academy of Fine Arts Vienna, 27, Band 27, 2025, ISBN 978-1-915609-43-4.